# Saint-Hippolyte (Indre-et-Loire)
Saint-Hippolyte is een gemeente in het Franse departement Indre-et-Loire (regio Centre-Val de Loire) en telt 559 inwoners (2004). De plaats maakt deel uit van het arrondissement Loches.

## Geografie
De oppervlakte van Saint-Hippolyte bedraagt 33,0 km², de bevolkingsdichtheid is 16,9 inwoners per km².
De onderstaande kaart toont de ligging van Saint-Hippolyte (Indre-et-Loire) met de belangrijkste infrastructuur en aangrenzende gemeenten.

## Demografie
Onderstaande figuur toont het verloop van het inwonertal (bron: INSEE-tellingen).